# Brendan O’Carroll
Brendan O’Carroll (* 15. September 1955 in Finglas, Dublin) ist ein irischer Komiker, Schauspieler, Bühnenautor und  Fernsehproduzent. Er ist bekannt für die Verkörperung der unflätigen Matriarchin Agnes Loretta Brown in der britischen Sitcom Mrs. Brown’s Boys.

## Leben
O’Carrolls Mutter Maureen war eine Abgeordnete der Irish Labour Party und sein Vater Gerard ein Zimmerer; er sagt, dass seine Eltern einen großen Einfluss auf sein Leben hatten. Im Alter von nur 12 Jahren verließ er die Schule und arbeitete unter anderem als Kellner und Milchmann.
Von 1977 bis 1999 war er mit Doreen O’Carroll verheiratet. 2005 ehelichte er Jennifer Gibney. Er hat vier Kinder: Brendan, Danny, Fiona und Eric. Sein nach ihm benannter erster Sohn Brendan verstarb im Alter von nur vier Jahren an den Folgen des Neuralrohrdefekts Spina bifida. Danny und Fiona spielen an seiner Seite zusammen mit weiteren Familienmitgliedern in Mrs. Brown’s Boys.
O’Carrolls Großvater väterlicherseits, Peter O’Carroll, wurde am 16. Oktober 1920 zuhause in Manor Street, Dublin, erschossen. Der Mörder wurde in David Neligans (ein britischer Doppelagent zur Zeit des Irischen Unabhängigkeitskriegs unter Michael Collins) Biografie als Jocelyn Lee Hardy entlarvt.
O’Carroll ist Mitglied von Mensa International sowie Unterstützer von Manchester United und des FC Liverpool.

## Karriere
O’Carroll begann seine Karriere 1992, als er mit dem Radiostück Mrs Brown’s Boys bekannt wurde; es folgten die vier Bücher The Mammy, The Granny, The Chisellers und The Scrapper. Im Jahr 1999 erschien der auf seinem Buch The Mammy basierende Film Frauen unter sich, bei dem Anjelica Huston die Regie führte und ebenfalls die Hauptrolle spielte; bei dem Film arbeitete er am Drehbuch mit.
Aufgrund des Erfolges entschied er sich, sein eigenes Familientheater namens Mrs. Brown’s Boys zu gründen.
Von 1999 bis 2009 schrieb er fünf Bühnenstücke. Im Jahr 2011 wurden diese für das Fernsehen als Sitcom adaptiert und bis 2014 insgesamt 25 Folgen in drei Staffeln auf RTÉ One und BBC One ausgestrahlt; parallel dazu gab es seit 2011 mehrere Bühnentourneen innerhalb des Vereinigten Königreichs.
Der Kinofilm Mrs. Brown’s Boys D’Movie erschien am 27. Juni 2014 in den britischen Kinos und blieb für zwei Wochen auf Platz eins der Neuerscheinungen. Auch wenn der Film ein Publikumserfolg war, erhielt er vernichtende Kritiken.

## Filmografie

### Film
| Jahr | Film                             | Rolle                    |
| ---- | -------------------------------- | ------------------------ |
| 1996 | Fisch & Chips (The Van)          | Weslie                   |
| 1999 | Frauen unter sich (Agnes Browne) | Seamus                   |
| 2014 | Mrs. Brown’s Boys D’Movie        | Agnes Brown und Mr. Wang |

### Fernsehen
| Jahr       | Titel                                 | Rolle       |
| ---------- | ------------------------------------- | ----------- |
| 2004       | Max and Paddy’s Road to Nowhere       | Gypsy Joe   |
| 2011-heute | Mrs. Brown’s Boys                     | Agnes Brown |
| 2013       | The Security Men                      | Jimmy       |
| 2015       | Mrs Brown’s Boys: The Animated Series | Agnes Brown |

### Bühne
| Jahr             | Titel                     | Rolle       |
| ---------------- | ------------------------- | ----------- |
| 1999             | Mrs Brown’s Last Wedding  | Agnes Brown |
| 2002, 2012, 2014 | Mrs Brown Rides Again     | Agnes Brown |
| 2002, 2011–12    | Good Mourning Mrs Brown   | Agnes Brown |
| 2007, 2013       | For The Love of Mrs Brown | Agnes Brown |
| 2009, 2015       | How Now Mrs Brown Cow     | Agnes Brown |

## Auszeichnungen
- BAFTA Award für Mrs Brown’s Boys, 2012
- RTÉ People of the Year Award, 2013
- BAFTA Award Scotland für Mrs Brown’s Boys, 2012 und 2015
- IFTA Award für Mrs Brown’s Boys, 2012
- National Television Award UK für Mrs Brown’s Boys, 2013 und 2015